# Formstone

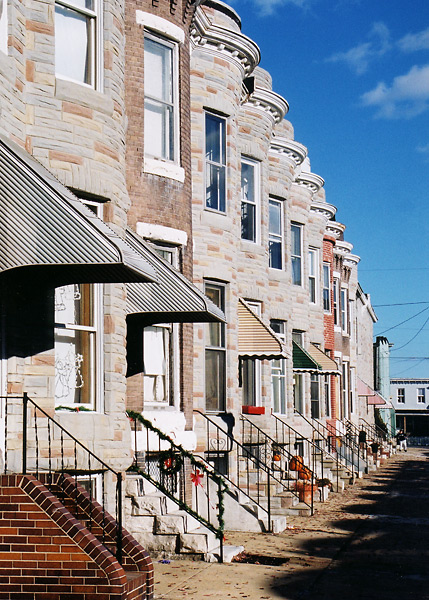
Typische mit Formstone verkleidete Fassaden in Baltimore

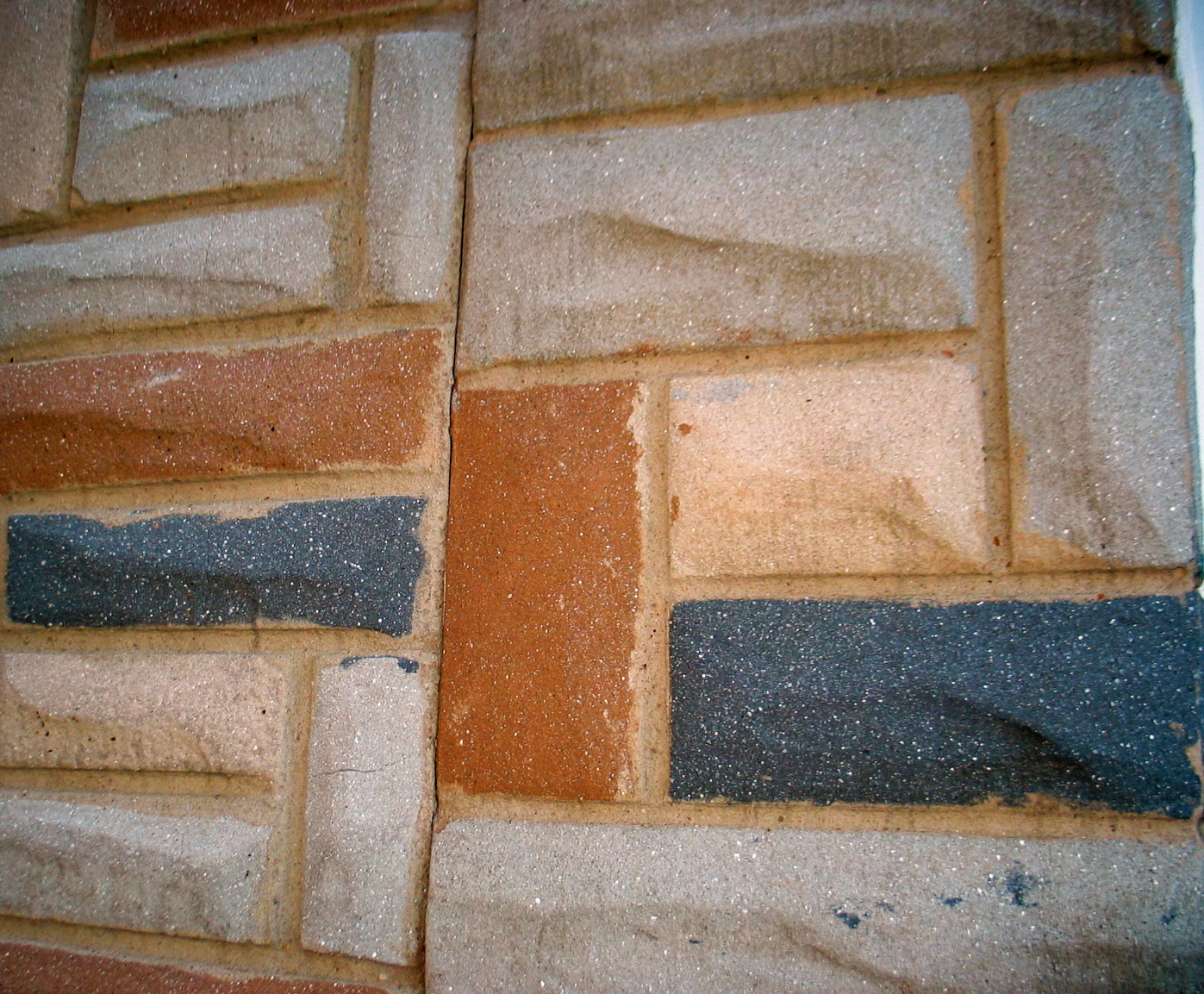
Nahaufnahme einer Formstone-Fassade in Baltimore

Formstone (dt. etwa Formstein, jedoch nicht zu verwechseln mit Formstein) war ein Verfahren zur Fassadenverkleidung mittels Kunststein, das in den USA in den 1940er und 1950er Jahren populär war.

## Erfindung und Verwendung
Das Formstone-Verfahren wurde 1937 vom Baltimorer Unternehmer Albert Knight entwickelt und patentiert. Das Konzept bestand darin, auf die bestehende Hausfassade zunächst flächendeckend galvanisierten Maschendraht aufzubringen und mit Nägeln zu befestigen; das feinmaschige Drahtgeflecht sollte dem eigentlichen Kunststein Halt geben. Auf die mit Maschendraht bespannten Fassadenflächen wurde dann eine 1,3 bis 1,9 Zentimeter starke erste grobe Schicht der zementartigen Kunststeinmasse aufgetragen. War diese getrocknet, diente sie als Untergrund für die zweite, ebenso dicke Schicht, die aufgetragen und in noch feuchtem Zustand modelliert wurde, um Naturstein-Mauerwerk zu ähneln.
Knight glaubte, dass seine Kunststein-Fassadenverkleidung vorwiegend für Besitzer freistehender Einfamilienhäuser in Baltimore interessant sein würde. Entgegen seiner Einschätzung wurden die Eigentümer von Reihenhäusern in der Stadt rasch zu seinen Hauptkunden. Der Hauptgrund hierfür war, dass die für Baltimore typischen Reihenhäuser zumeist aus qualitativ minderwertigen, sehr porösen Ziegelsteinen erbaut waren. Sie mussten regelmäßig mit dicken Schichten Fassadenfarbe gestrichen werden, da die Ziegel ansonsten durch Witterungseinflüsse zerfielen. Die Hausbesitzer versprachen sich von der als wartungsfrei angepriesenen Formstone-Verkleidung, deren Kosten sich annähernd auf den Gegenwert von drei Anstrichen beliefen, eine erhebliche Ersparnis an Geld und künftigem Aufwand. Ein anderer Grund für die Beliebtheit der Kunststein-Fassaden war der verbreitete Wunsch, das eigene Ansehen durch ein scheinbar aus Naturstein errichtetes und daher höherwertiges Haus zu steigern.

## Verbreitung und Niedergang
Knight konnte sein Verfahren als Franchise mit insgesamt 25 Konzessionsnehmern recht erfolgreich in den gesamten USA mit Ausnahme des Nordostens vermarkten, doch in Baltimore und Umgebung erlangte Formstone eine besonders große Verbreitung. Zu Beginn der 1950er Jahre wiesen weite Teile der Stadt kaum noch eine Fassade auf, die nicht auf diese Weise mit Kunststein verkleidet war. Formstone prägte das Stadtbild auf so auffällige und allgegenwärtige Weise, dass Baltimore auch als Formstone-Hauptstadt der Vereinigten Staaten bezeichnet wurde. Zu dieser Zeit überschritt Formstone allerdings auch seinen Zenit: Es stellte sich heraus, dass der Kunststein zuweilen weniger dauerhaft war, als die Werbung behauptete, und dazu neigte, von den Fassaden abzubröckeln. Hinzu kam, dass neuartige Fassadenverkleidungen aus Aluminium und Vinyl-Kunststoffen beliebter wurden und Formstone verdrängten.
Baltimore ist auch heute noch zu weiten Teilen von den Formstone-Fassaden der 1940er und 1950er Jahre geprägt, doch sie verschwinden zunehmend aus dem Stadtbild. Da sie mittlerweile als hässlich, geschmacklos und unkultiviert empfunden werden, lassen Hausbesitzer häufig die Kunststein-Verkleidungen entfernen und die ursprünglichen Ziegelfassaden wieder freilegen und instand setzen.

## Dokumentarfilm
Im Jahre 1998 drehte der amerikanische Regisseur Skizz Cyzyk den Dokumentarfilm Little Castles: A Formstone Phenomenon (deutscher Titel: Die etwas andere Hausfassade), in der er die Geschichte der Formstone-Fassaden und ihre außerordentliche Popularität in Baltimore darstellte. Neben Zeitzeugen und Experten kommt in dem Film auch der aus Baltimore stammende Regisseur John Waters zu Wort und fasst den Charakter der Kunststein-Verkleidungen mit den Worten Formstone ist das Polyester des Ziegelsteins zusammen.